# Костел Воздвиження Чесного Хреста (Сюрте)
Костел Воздвиження Чесного Хреста (Сюрте) — готичний римо-католицький костел XIV ст. в селі Сюрте (вул. П. Шандора, 80) Закарпатської області, пам'ятка архітектури національного значення.

## Історія
Костел датується XIV ст., а перша згадка про парафію датована 1332 роком. Первинно він був католицьким, проте в період реформації він неодноразово змінював конфесію на реформатство і навпаки. Храм повернувся до католиків в 1718 році. Перебудовувався в 1730 та 1761 роках. Під час перебудови, яка відбулась у XIX столітті до фасаду західної стіни храму добудували чотирикутну вежу.
Під час Другої світової війни (у 1945 році) один із трьох дзвонів храму був пошкоджений під час бомбардування. Пізніше (у 2000 році) дзвін зняли з храму. У радянські часи церква охоронялась як пам'ятка архітектури Української РСР (№ 197). Костел реконструювали та ремонтували у 2000 році, коли також перебудували вежу, і у 2008 році — провели ремонт інтер'єру.
У храмі служать дієцезіальні священники з парафії св. Архангела Михаїла у Ратівцях. Біля костелу розташований пам'ятник святому Стефану (Іштвану).

## Архітектура
Структурно костел однонавний прямокутник, до якого добудовано прямокутні хори і триярусну башту-дзвіницю з чотиригранним шпилем, які поєднані між собою. Дах костелу двоскатний. Усередині нава поділена чотирма поясами пілястрів на які опираються бочкові склепіння. З притвору до нави веде стрільчастий готичний арочний прохід і портал. На зовнішньому боці стіни нави зберігся датований XV століттям фігурний надгробний камінь одного з членів роду Сюрте, який загальною композицією нагадує портал проходу дверей, у якому стоїть піший закований в обладунки воїн, а на підлозі біля сходів на хори є прикрашена гербом надгробна плита з червоного мармуру дружини Міклоша Сюрте — Крістіни Маріаші датована теж XVI ст.

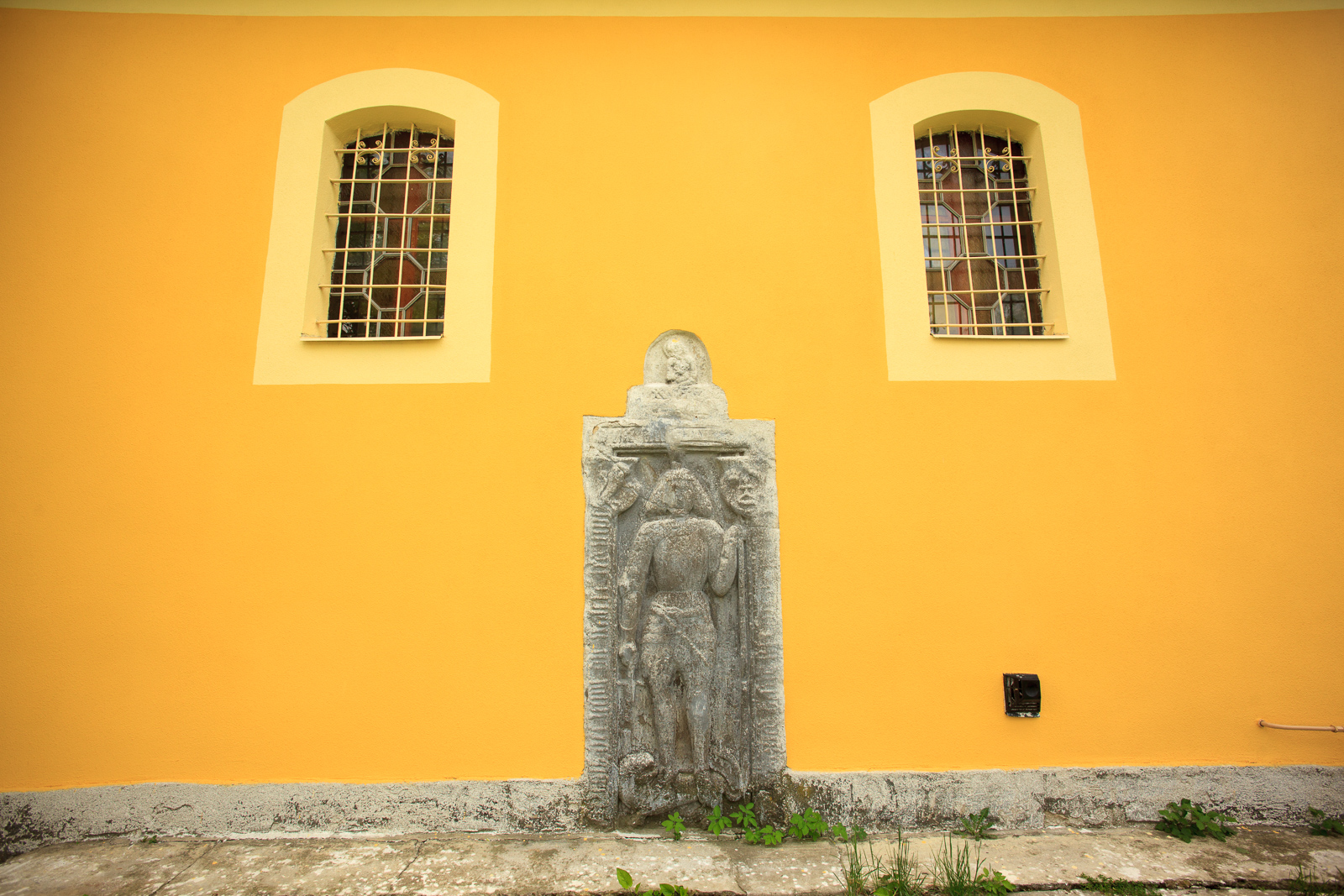
Надгробний камінь з лицарем

На нагробному камені лицар в лівій руці тримає спис, а правій — меч. Він також озброєний кинджалом на поясі. У лицаря проглядається розпущене, підстрижене до рівня плечей, з короткою гривкою волосся. Поруч з головою є два невеличкі щити із гербами, на одному з яких, розміщеному праворуч, лев, який стоїть на задніх лапах. На полях з верху та по боках розташована епітафія. Під ногами воїна розташовується приземкувата тварина з коротенькими кінцівками, двома головами, одна з яких левоподібна, а інша змієподібна на хвості. Вгорі розташовано зображення  скорботного Ісуса Христа біля відкритої труни.

## Див також
- Костел Воздвиження Святого Хреста (Берегове);
- Францисканський монастир (Виноградів);
- Реформатська церква (Мукачево);
- Реформатська церква (Паладь-Комарівці);
- Костел Успіння Пресвятої Діви Марії (Часлівці).